# Lok (krivulja)
Lok je  ravninska racionalna krivulja četrte stopnje. Njena enačba je 
{\displaystyle x^{4}=x^{2}y-y^{3}\,}.
Krivulja ima eno trojno točko v x=0, y=0.
Njen rod je enak 0.
Ima vertikalni tangenti v točki {\displaystyle (\pm 2/9{\sqrt {3}},2/9)} in horizontalne  v {\displaystyle (\pm 1/4{\sqrt {2}},1/4)} .
Ploščina, ki jo zavzemata obe zanki je 
{\displaystyle {8 \over 105}=0,07619047\dots } .

## Ukrivljenost
Ukrivljenost je enaka 
{\displaystyle {\frac {2(-6x^{6}+3x^{4}y+48x^{6}y-60x^{4}y^{2}+6x^{2}y^{3}+54x^{2}y^{4}-9y^{5})}{(x^{4}+16x^{4}y-2x^{2}y^{2}+9y^{4})^{3/2}}}}